# Zisi
 Zisi (子思S, ZǐsīP, Tzu-ssuW) (nato Kong Ji 孔伋S; 481 a.C. o 483 a.C. – 402 a.C. (?)) è stato un filosofo cinese, unico nipote di Confucio.
Zisi era figlio di Kong Li 孔鯉S o Kong Boyu 孔伯魚S, nacque con il nome di Kong Ji 孔伋S, Zisi era il suo cognome sociale.
Sarebbe nato poco prima della morte di suo nonno e di suo padre e avrebbe studiato con Zengzi 曾子S, discepolo di Confucio. Avrebbe anche servito il Duca Mu 穆公S di Lu. Zisi era il maestro di Mencio e scrisse la Dottrina del Mezzo (attribuzione di Sima Qian. È chiamato onorificamente 子思子S, ovvero Maestro Zi Si.
Mentre suo nonno (Confucio) iniziò a distinguere tra vera e supposta conoscenza, Zisi si interrogò attraverso la meditazione sulla relatività della conoscenza umana dell'universo. Egli tentò di analizzare il maggior numero di azioni possibili e credeva che le persone sagge, che sono consce dei loro doveri morali e intellettuali, possono copiare la realtà dell'universo dentro loro stessi.